# Setepenra
| U21 · n | ra |

| U21 · n | ra |

Setepenra fue la sexta y última de las hijas nacidas en el matrimonio formado por el rey Ajenatón y de la Gran Esposa Real, Nefertiti.

## Biografía
Al parecer, esta niña nació entre el año 9 y el 10 del reinado de su padre, y fue vista en muy pocas ocasiones. Su nombre (Elegida de Ra) no es habitual, se usaba como nombre del trono de los faraones. También es extraño el hecho de que invoque al dios Ra y no a Atón, como en el caso de su hermana Neferneferura. 
La primera vez que las seis princesas aparecen juntas fue en el año 12, en el octavo día del segundo mes de invierno, durante la llamada recepción de tributos extranjeros. Este evento está descrito en las tumbas de los escribas Meryre II y Huya, en el llamado Valle de los nobles. 
En el muro C en la Sala Alfa de la Tumba Real de Ajenaton figuran los nombres de cinco princesas, aunque solo se representa a cuatro de ellas: Neferneferura aparece mencionada pero no así Setepenra. Esto significa que murió antes que Neferneferura, que falleció en el año 13 o 14 del reinado. Tampoco figura en la pared B en la Sala Gamma, donde la familia real llora la muerte de Meketatón, por lo que fue la primera de las princesas en morir, antes de cumplir los seis años y antes de que la tumba de su padre estuviese lo suficientemente avanzada como para permitir su entierro. Parece ser que su cuerpo fue trasladado después a la Sala Alfa.